# Dysaletria varicolor
Dysaletria varicolor är en tvåvingeart som först beskrevs av Becker 1908.  Dysaletria varicolor ingår i släktet Dysaletria och familjen puckeldansflugor.
Artens utbredningsområde är Kanarieöarna. Inga underarter finns listade i Catalogue of Life.